# 敦子内親王
敦子内親王（あつこ/とんしないしんのう）は、清和天皇の第3または第5皇女。母は女御・藤原高子（贈太政大臣藤原長良の娘）。陽成天皇、貞保親王の同母姉妹。賀茂斎院。
『日本紀略』に記された薨伝では第5皇女と記載されているが、これは生母との関係によって実際の出生順とみられる第3皇女から落とされた可能性がある。ただし、伝えられている清和天皇の皇女（臣籍降下者を除く）は4名であるため、何をもって第5皇女としたのかという別の問題が生じる。

## 生涯
貞観15年（873年）4月21日、内親王宣下。貞観19年（877年）2月17日、兄・陽成天皇の即位に伴い、伊勢斎宮・識子内親王と同時に斎院に卜定される。元慶4年（880年）4月11日に紫野院に入る。同年12月（881年1月）、父・清和上皇の崩御により退下。延長8年（930年）1月13日、無品のまま死去した。